# ポーラ・ワグナー
ポーラ・ワグナー（Paula Wagner、1946年12月12日 - ）は、アメリカの女性映画プロデューサー兼映画スタジオ重役。

## 人物
2017年、チャドウィック・ボーズマン、ケイト・ハドソン、スターリング・K・ブラウン、ジョシュ・ギャッド主演の映画『マーシャル 法廷を変えた男』、2018年、ブロードウェイ、ウェスト・エンド、全米ツアーが行なわれたミュージカル『プリティ・ウーマン』をプロデュースした。

## 経歴
オハイオ州出身。
カーネギーメロン大学で演劇を学び、ブロードウェイやオフ・ブロードウェイの舞台に立つようになる。その後、クリエイティヴ・アーティスツ・エージェンシーのタレント・エージェントとなり、ケヴィン・ベーコン、ヴァル・キルマー、デミ・ムーア、リーアム・ニーソン、トム・クルーズ達のエージェントとなる。
1993年、長年勤務した大手代理業者クリエイティブ・アーティスツ・エージェンシー社（CAA）を退社。トム・クルーズと共同でクルーズ/ワグナー・プロダクションズを設立、映画製作に携わる。2006年11月、ユナイテッド・アーティスツの最高経営責任者に就任したが2008年8月にその座を去っている。

### 舞台プロデューサー
2018年7月にブロードウェイ、2019年9月にドイツのハンブルグ、2020年2月にウェスト・エンドで開幕し、全米ツアーを行なっているミュージカル『プリティ・ウーマン』をプロデュースした。他のブロードウェイ作品には2012年秋に開幕したジェシカ・チャステイン、デヴィッド・ストラザーン、ダン・スティーヴンスが主演し、モーゼズ・コフマンが演出した『The Heiress』などがある。また2012年10月、ポール・ラッド、マイケル・シャノン、ケイト・アーリントン、エドワード・アズナーが主演し、デクスター・バラードが演出したクレイグ・ライトの傑作演劇『Grace』ブロードウェイ初演のプロデュースも行なった。テレンス・マクナリーのトニー賞ノミネート演劇『Mothers and Sons』もプロデュースした。

## 私生活
夫は元CAAの共同パートナーで現・モーガン・クリーク・プロダクションの共同経営者のリック・ニキータ。

## 主な作品
- ミッション:インポッシブル Mission: Impossible（1996年）
- ラスト・リミッツ 栄光なきアスリート Without Limits（1998年）
- ミッション:インポッシブル2 Mission: Impossible II（2000年）
- アザーズ Los Otros（2001年）
- バニラ・スカイ Vanilla Sly（2001年）
- NARC ナーク Narc（2002年）
- ニュースの天才 Shattered Glass（2003年）
- ラスト サムライ The Last Samurai（2003年）
- サスペクト・ゼロ Suspect Zero（2004年）
- 宇宙戦争 War of the Worlds（2005年）
- エリザベスタウン Elizabethtown（2005年）
- ミッション:インポッシブル3 Mission: Impossible III（2006年）
- アイズ The Eye（2008年）
- デス・レース Death Race（2008年）
- ワルキューレ Valkyrie（2008年）
- アウトロー Jack Reacher（2012年）
- ジャック・リーチャー NEVER GO BACK Jack Reacher: Never Go Back（2016年）